# El Pino de Tormes
El Pino de Tormes – gmina w Hiszpanii, w prowincji Salamanka, w Kastylii i León, o powierzchni 20,57 km². W 2011 roku gmina liczyła 159 mieszkańców.